# Varlaam (biskup suzdalský)
Svatý Varlaam († 21. července 1586, Machra) byl biskup suzdalský a tarusský.

## Život
Narodil se na počátku 16. století v rodině statkářů.
Jeho pradědeček Serapion byl jedním z prvních monachů monastýru Svaté Trojice ve vesnici Machra. V tomto monastýru zřejmě započal jeho zasvěcený život. Postřižen byl igumenem Ionou, který spravoval monastýr více než 30 let. Přijá mnišské jméno Varlaam. Od roku 1557 začal působit jako igumen monastýru. Nechal zde vybudovat kamenný chrám Životodárné Trojice.
Roku 1560 obnovil vypálený Avněžský monastýr Svaté Trojice, založený svatým Štěpánem Machrecký. Za jeho přítomnosti byly objeveny Štěpánovy ostatky.
Roku 1570 přijal biskupskou chirotonii a byl jmenován biskupem suzdalským.
Na jeho žádost byla svatořečena Eufrosina Suzdalská.
Zemřel 21. července 1586 v Machreckém monastýru.

## Svatořečení
Svatořečen byl roku 1988.
Jeho svátek se připomíná 21. srpna/3. září.